# Monticomorpha bispinosa
Monticomorpha bispinosa är en insektsart som beskrevs av Oskar V.Conle och Frank H.Hennemann 2002. Monticomorpha bispinosa ingår i släktet Monticomorpha och familjen Pseudophasmatidae. Inga underarter finns listade i Catalogue of Life.